# Olivetta San Michele
Olivetta San Michele (Auřivéta San Michèe in dialetto roiasco, anche scritto Aoriveta in ligure) è un comune italiano sparso di 204 abitanti della provincia di Imperia in Liguria. Per la sua collocazione geografica, è il comune più occidentale della regione.

## Geografia fisica

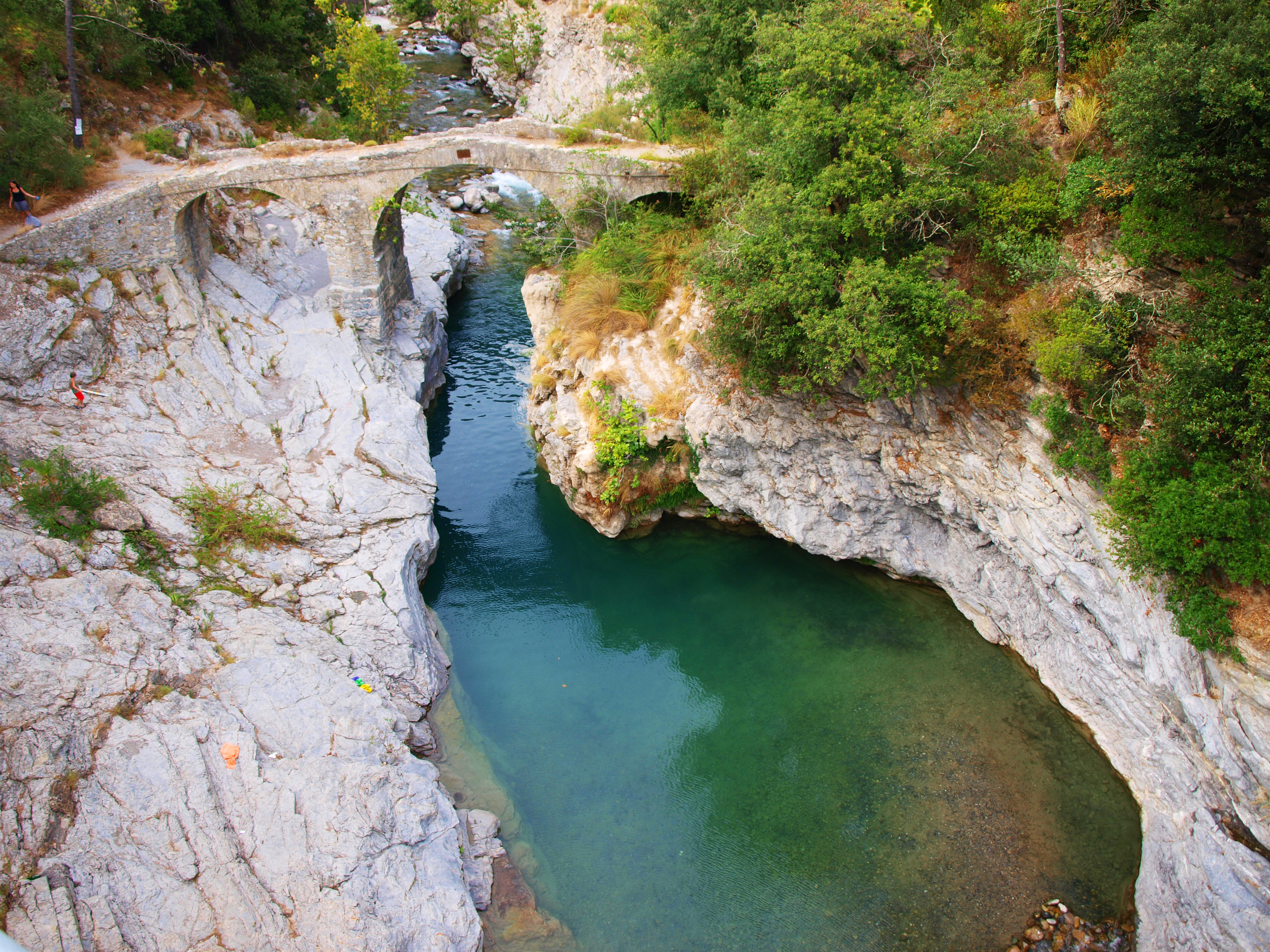
Il ponte di Fanghetto sul Roia, crollato nel 2020.

Il paese capoluogo di Olivetta è collocato nella valle del torrente Bevera, lungo un pendio collinare avente un'altitudine media di 292 metri sul livello del mare; il punto più in alto del territorio olivettese è posizionato alla vetta del monte Buletta (1328 m). Oltre al torrente Bevera, il comune è percorso dal principale fiume Roia, che nasce sul Colle di Tenda, e dal rio minore Tron.
Tra le vette del territorio olivettese il Punta Monetto (1248 m), la Cima di Basavira (1095 m), il Testa di Cuore (1075 m), il Ciucco di Gerri (1026 m), il Cima Gavazzo (771 m), il monte Mergo (725 m), il monte Grosso (710 m), il monte Caviglia (549 m).

## Origini del nome
Secondo alcune interpretazioni, non supportate però da documentate fonti storiche accertate, il toponimo "Olivetta San Michele" nasce dalla giustapposizione del nome delle due principali località dell'odierno territorio comunale, termine istituito nel 1890 tramite regio decreto.
Il termine "Olivetta" deriverebbe dalla diffusa e antica coltivazione dell'ulivo in zona, nome che, successivamente interpretato in modo erroneo, venne tramutato dall'originario e collettivo plurale neutro "oliveta" al diminutivo femminile "- etta", e da qui "Olivetta". Il toponimo "San Michele" andrebbe invece legato al culto dell'arcangelo Michele venerato nella vicina Sospello, dal 1860 in territorio francese e titolare dell'omonima cattedrale.

## Storia

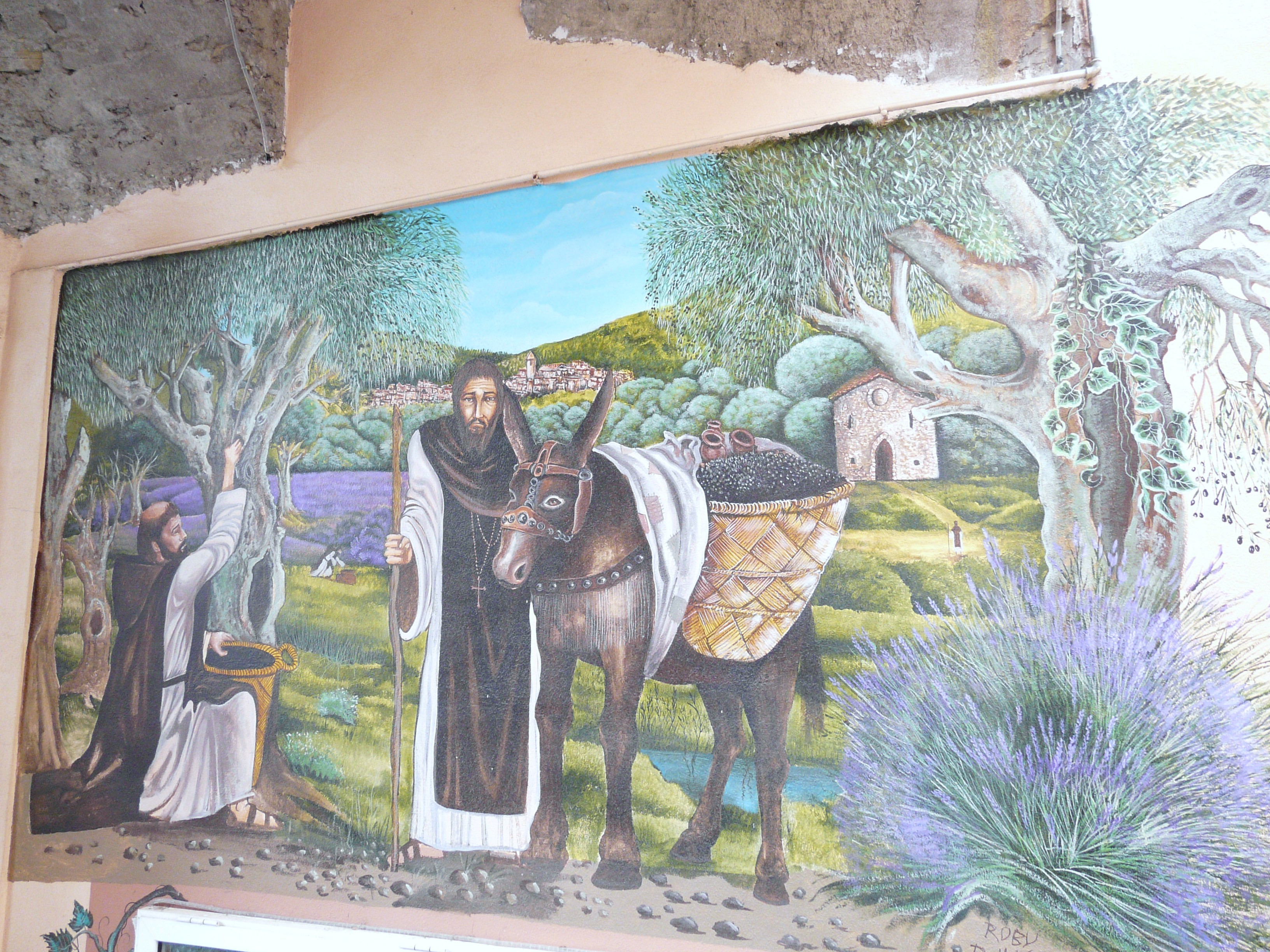
Particolare di un affresco su una casa del borgo olivettese

È alquanto probabile che il territorio olivettese fu abitato già dall'epoca protostorica, con lo stanziamento in zona di questa parte a cavallo tra le valli Bevera e Roia delle popolazioni dei Liguri Intemeli; popolazione che fu poi sottomessa all'Impero romano nel 14 a.C. e che riconobbe nell'antica Albintimilium - l'odierna Ventimiglia - il suo centro principale. Caduto l'impero romano d'Occidente nel 476, anche questo territorio vide le successive dominazioni dei Longobardi, dei Franchi e poi dei Saraceni.
Fu verso l'anno Mille che, di fatto, si consolidò il potere feudale e il legame del territorio olivettese verso il castello e la comunità di Penna, borgo medievale che dopo il trattato di Pace di Parigi del 1947 passò alla giurisdizione francese, nel comune di Breglio, assieme all'altra frazione olivettese di Libri. Il territorio venne quindi assegnato proprio ai monaci benedettini di Lerino, essi diffusero la coltivazione dell'ulivo, soprattutto l'oliva taggiasca. La costruzione di frantoi impose insediamenti lungo le acque dei torrenti dove potessero essere impiantati mulini ad acqua.
In questo periodo storico, a cavallo tra l'XI e il XIII secolo, il borgo di Penna (e, di conseguenza, Olivetta e altri borghi) fu assoggettato alla contea di Ventimiglia e, seguendo le sorti del capoluogo intemelio, indirettamente al Comune di Genova dopo varie controversie e atti spontanei di dedizione. Un legame con Genova che fu sancito nel 1272 con la stesura dei primi statuti della comunità di Penna, approvati dal senato genovese e per conto in loco dal capitano e signore di Dolceacqua Oberto Doria. Il borgo, proprio per la sua collocazione isolata (anche verso la stessa Ventimiglia) e, di fatto, a ridosso dei confini tra la Repubblica di Genova e le contee di Francia fu più volte terra di scontro e di invasioni come nel 1273 quando soldati del conte Carlo I d'Angiò entrarono senza resistenza nella disarmata Penna e la assoggettarono alla contea di Provenza; dominazione d'oltralpe che cessò comunque nella primavera dell'anno successivo grazie all'intervento militare genovese. Un successivo assalto al castello e al borgo di Penna si verificò nel 1451 quando una banda di circa 150 briganti, al comando di Brondetto di Sospello, pare su commissione del duca di Savoia, riuscì ad espugnare il territorio; l'anno successivo il signore dolceacquese Enrichetto Doria riconquistò il maniero e Penna per conto di Genova.

Il dipartimento della Alpi Marittime nel 1805, con Penna (in arancione e assai più ampia del comune attuale) nel cantone di Ventimiglia.

Nel corso del XVI secolo Penna fu elevata al rango di podesteria genovese e tra i benefici concessi dalla repubblica vi fu la nomina in loco dei vari podestà che avevano il compito di guidare la piccola comunità di confine per conto dei Genovesi. L'ultimo assedio sabaudo avvenne nel 1672, concluso con un nulla di fatto per la firma di un provvidenziale armistizio tra lo stato genovese e il Ducato di Savoia. Nei secoli successivi seguì quindi le sorti di Genova e di Ventimiglia.
Fu con la dominazione napoleonica di fine Settecento che la nascente comunità di Olivetta si smarcò dalla secolare giurisdizione di Penna, proclamandosi comune autonomo e che fu inquadrato nel VIII cantone di Penna nella Giurisdizione delle Palme. Dopo la riforma della Repubblica Ligure in 6 giurisdizioni e 47 cantoni la municipalità di Olivetta venne soppressa e aggregata nuovamente al comune di Penna, facente parte dell'XI cantone della Roia nella Giurisdizione degli Ulivi. Annesso al Primo Impero francese, dal 13 giugno 1805 al 1814 venne inserito nel Dipartimento delle Alpi Marittime.
Nel 1815 il territorio fu inglobato nel Regno di Sardegna, così come stabilì il Congresso di Vienna del 1814, mentre al 1861 risale l'annessione al Regno d'Italia. L'anno successivo, con regio decreto, il termine Penna attuò il cambio di denominazione in Piena a cui seguì, nel 1890, il trasferimento del capoluogo comunale a Olivetta e la conseguente nuova nomenclatura del comune in Olivetta San Michele. Dal 1859 al 1926 il territorio fu compreso nel VIII mandamento di Ventimiglia del circondario di Sanremo facente parte della provincia di Nizza (poi provincia di Porto Maurizio e, dal 1923, di Imperia).
A seguito della definizione dei nuovi confini territoriali tra Italia e Francia dopo la seconda guerra mondiale (trattato di Parigi del 1947) al comune francese di Breil-sur-Roya (Breglio) furono cedute le due frazioni olivettesi di Piena e Libri.
Dal 1973 al 30 aprile 2011 ha fatto parte della Comunità montana Intemelia.

### Simboli
Stemma
Gonfalone

Lo stemma e il gonfalone sono stati concessi con il decreto del presidente della Repubblica n. 399 dell'11 aprile 1955.

## Monumenti e luoghi d'interesse

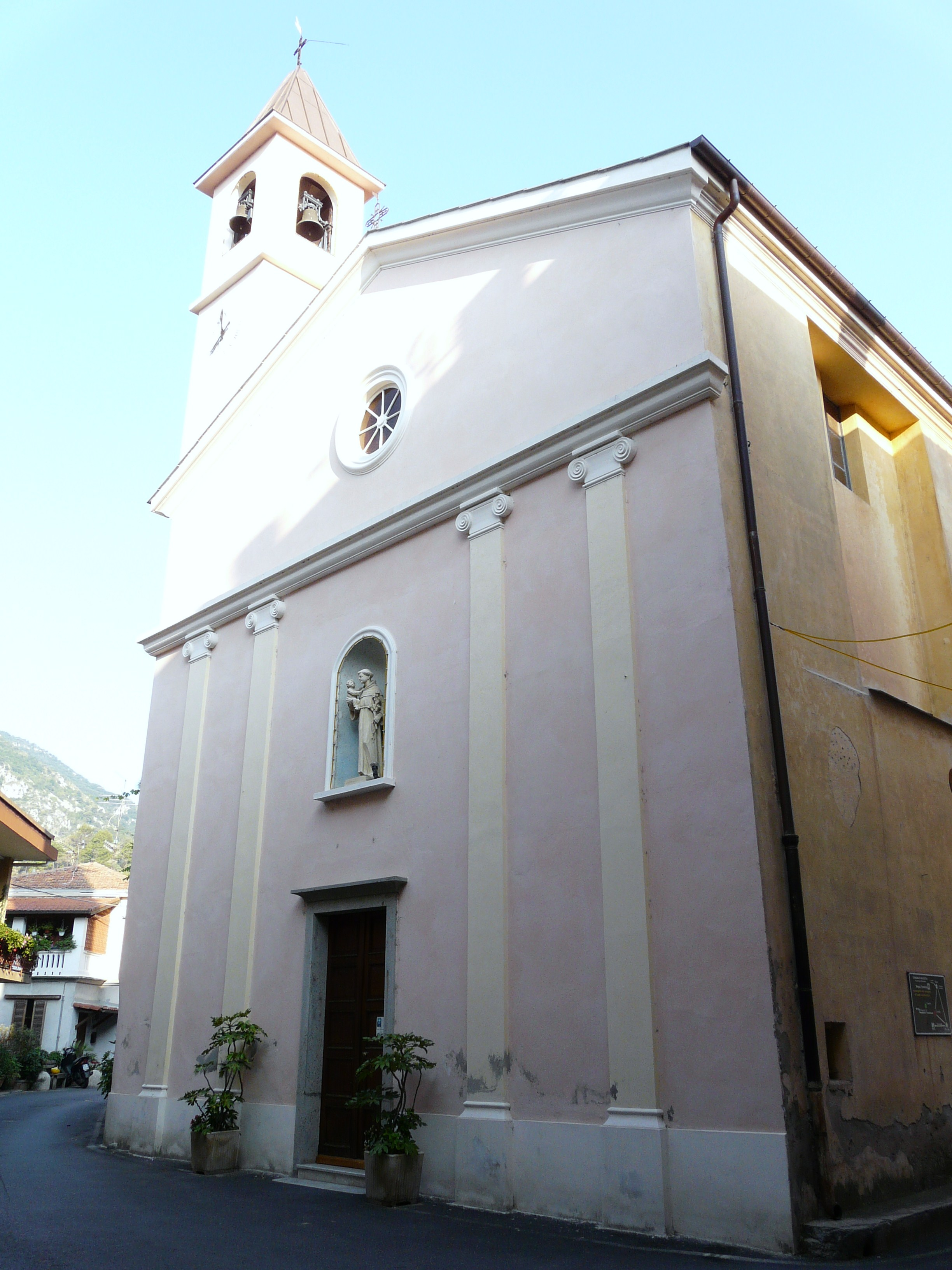
La chiesa parrocchiale di Sant'Antonio di Padova a Olivetta San Michele

### Architetture religiose
- Chiesa parrocchiale di Sant'Antonio di Padova. Già usata come oratorio, fu duramente bombardata nel 1944 durante la seconda guerra mondiale. Parzialmente ricostruita nel dopoguerra, è stata nuovamente affrescata dal pittore dolceacquese Mario Raimondo detto Barbadirame. Di particolare pregio l'affresco della Crocifissione nella zona absidale e, nella facciata esterna, la statua in marmo del santo titolare della chiesa.
- Chiesa degli Angeli custodi nella frazione di Fanghetto. Trasformata in chiesa nel 1820 da un precedente oratorio, al suo interno sono custodite tele risalenti al XVII secolo.
- Cappella dell'Immacolata Concezione nella frazione di Fanghetto.
- Chiesa di Sant'Agostino nella frazione di San Michele. Fu eretta negli anni Trenta del Novecento ad unica navata.

### Architetture civili
Nei pressi della frazione di Fanghetto era presente un antico ponte in pietra a tre arcate, risalente molto probabilmente al periodo medievale, attraversante il fiume Roia. Il 3 ottobre 2020 un violento fenomeno alluvionale ne ha provocato irrimediabilmente il crollo
Per la sua particolarità architettonica il ponte venne ripreso in alcune scene del film Inkheart - La leggenda di cuore d'inchiostro, pellicola del 2008 del regista Iain Softley.

## Società

### Evoluzione demografica
Abitanti censiti

### Lingue e dialetti

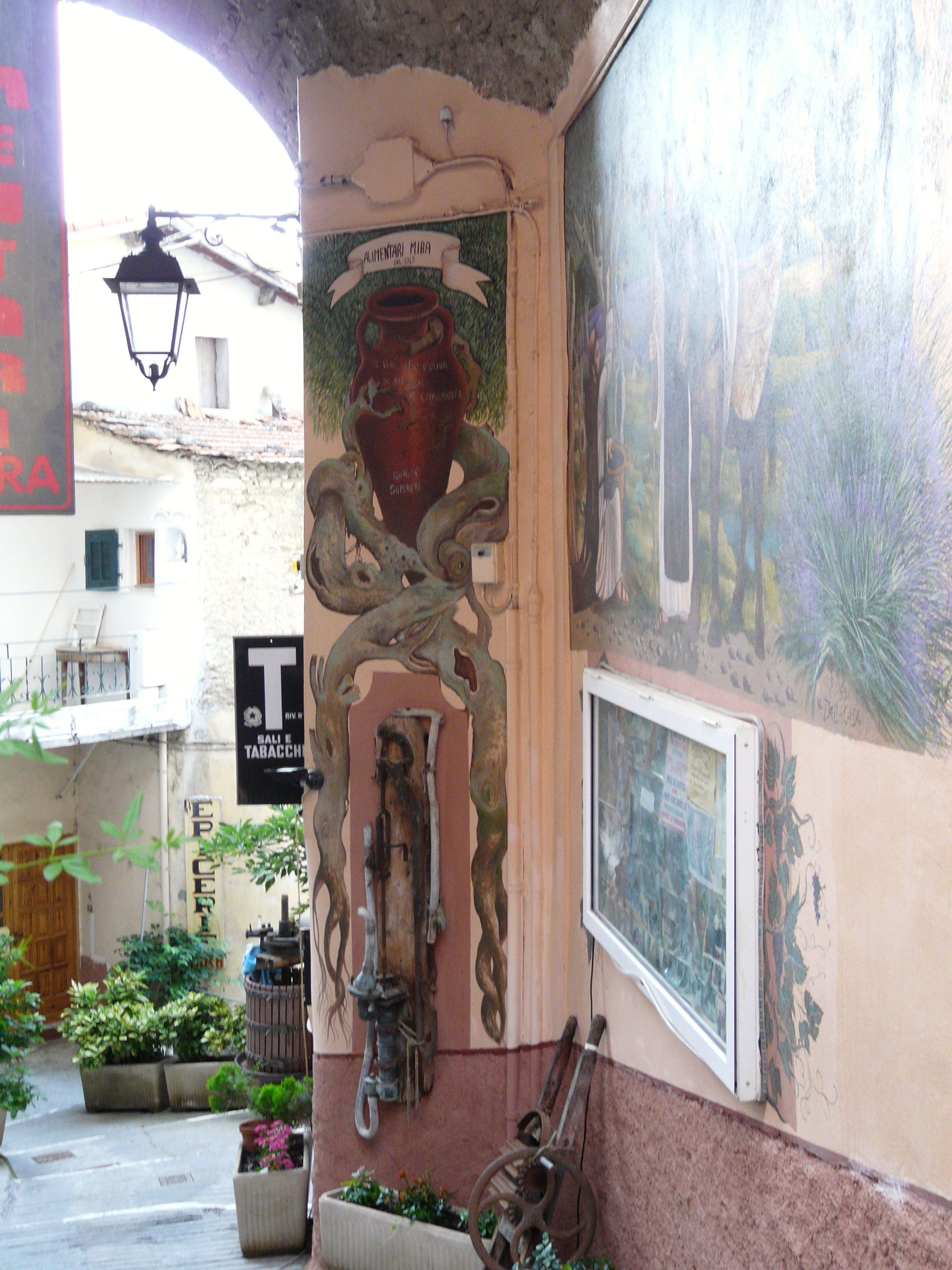
Uno scorcio di Olivetta San Michele

Nonostante la varietà linguistica tradizionalmente praticata dalla popolazione sia il ligure roiasco, per l'intero territorio comunale (unico caso in Liguria) è stata formalmente dichiarata l'appartenenza alla minoranza linguistica storica occitana, con la conseguente possibilità di accedere ai finanziamenti previsti dalla legge n. 482/1999. Tale episodio è stato aspramente criticato dai più accreditati esponenti della comunità scientifica, che non hanno esitato a mettere in luce gli interessi meramente economici dietro ad un caso del genere (che, in ambito ligure, riguarda anche Realdo e Verdeggia, frazioni di Triora).

### Etnie e minoranze straniere
Secondo i dati Istat al 31 dicembre 2019, i cittadini stranieri residenti a Olivetta San Michele sono 14.

## Geografia antropica
Del territorio comunale fanno parte le due frazioni di Fanghetto e San Michele, entrambe collocale in val Roia, che, oltre al capoluogo e altre borgate, vanno a formare una superficie territoriale di 13,84 km². In precedenza tale territorio era molto più vasto e comprendeva pure le frazioni di Piena (anticamente Penna) e Libri, agglomerati che con il trattato di Parigi del 1947 passarono in territorio francese nel comune di Breil-sur-Roya.
Confina a nord con il comune francese di Breil-sur-Roya, a sud con Ventimiglia, ad ovest con la francese Castellar e ad est con Airole.

## Economia

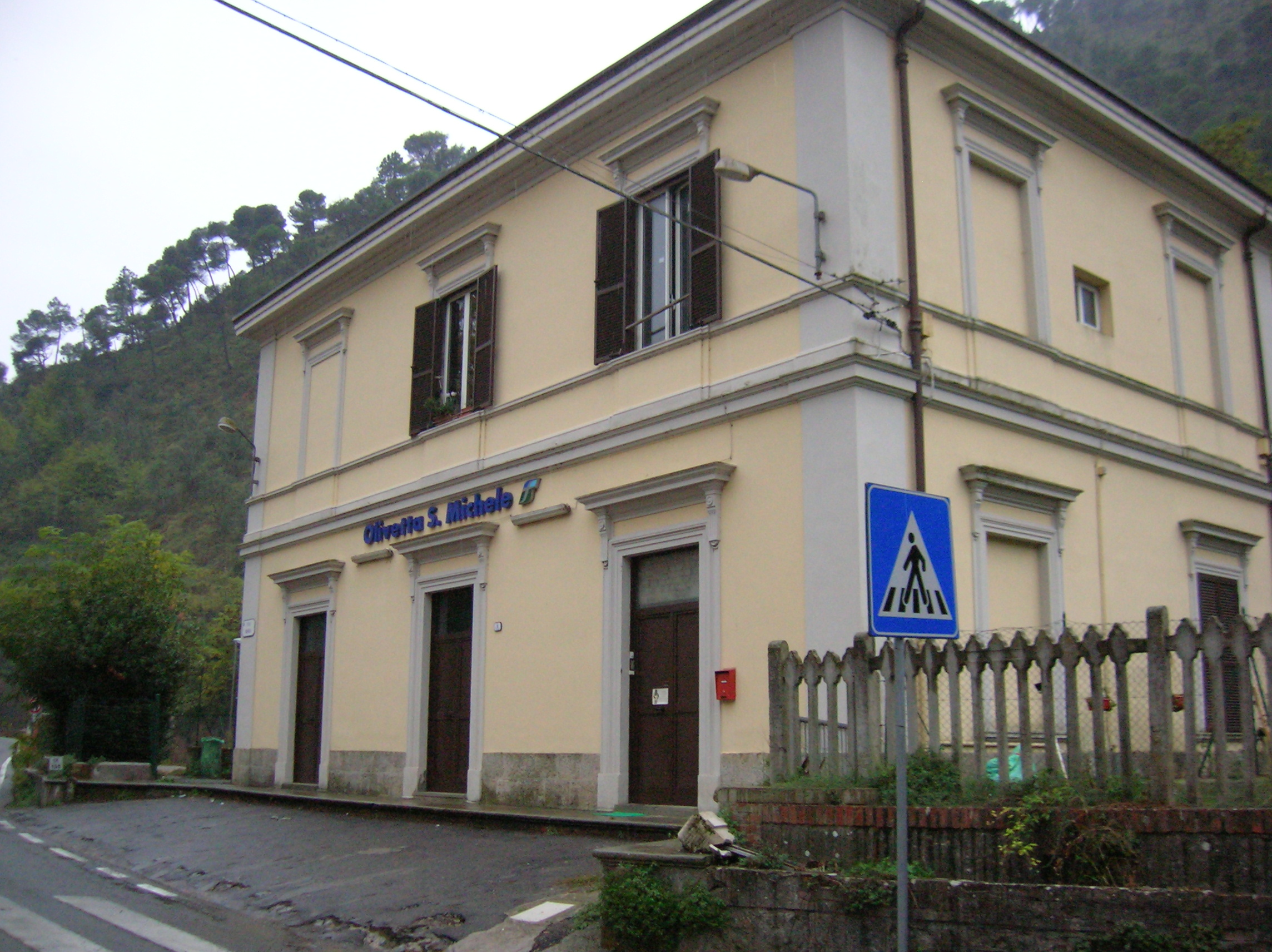
La stazione di Olivetta San Michele

La principale risorsa economica del comune è l'attività agricola.

## Infrastrutture e trasporti

### Strade
Il territorio comunale di Olivetta San Michele è attraversato principalmente dalla strada provinciale 73 che, in direzione sud, s'innesta con la strada statale 20 del Colle di Tenda e di Valle Roja nei pressi dell'abitato di San Michele e a nord verso la Francia.

### Ferrovie
Ha una propria stazione ferroviaria presso la frazione di San Michele sulla linea internazionale Ventimiglia - Breil-sur-Roya - Limone Piemonte - Cuneo - Torino.

## Amministrazione

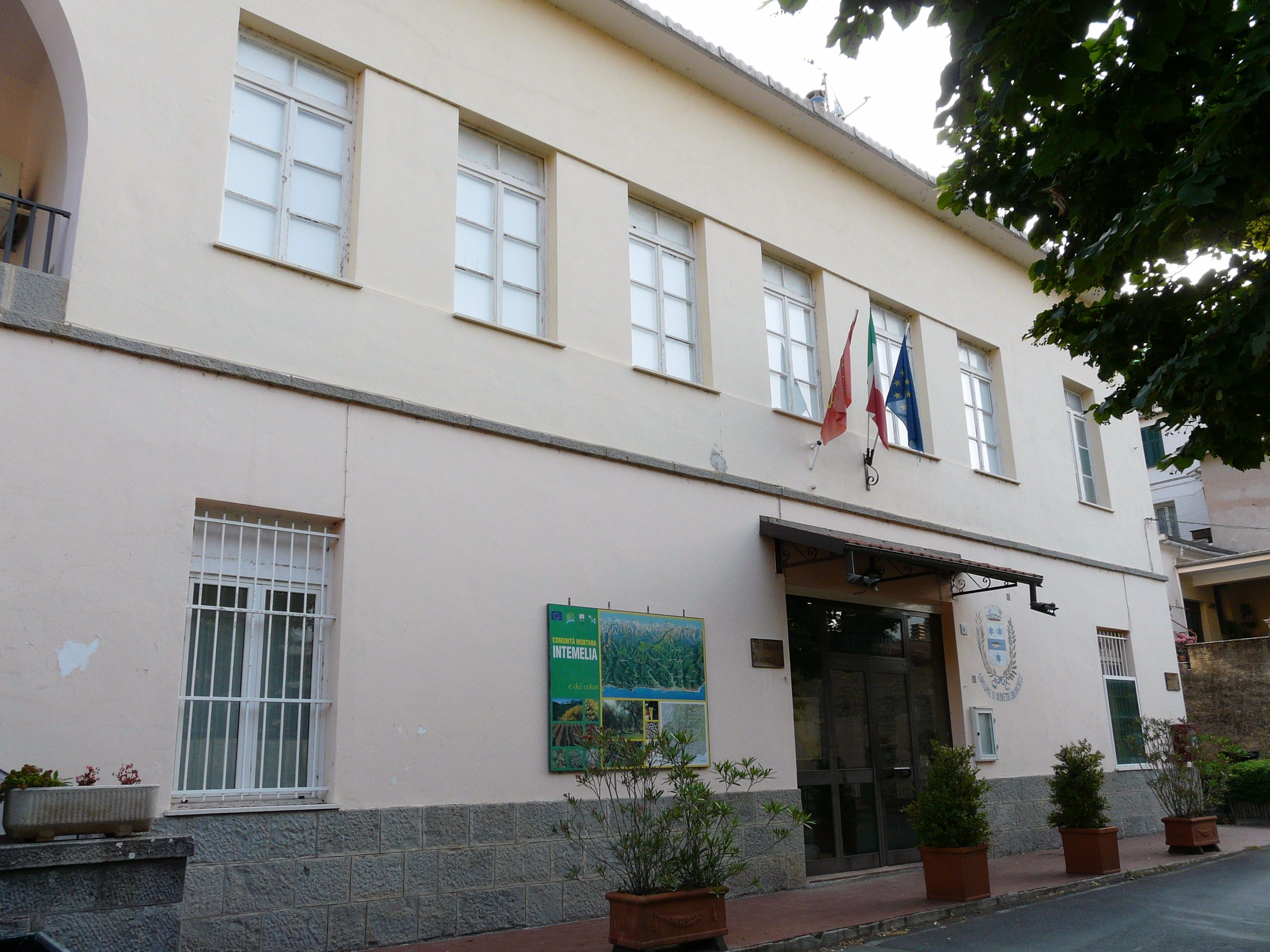
Il municipio

| Periodo          | Periodo          | Primo cittadino   | Partito                             | Carica  | Note   |
| ---------------- | ---------------- | ----------------- | ----------------------------------- | ------- | ------ |
| 2 giugno 1985    | 25 maggio 1990   | Mauro Ferri       | Indipendente                        | Sindaco |        |
| 24 giugno 1990   | 17 novembre 1991 | Mauro Ferri       | PRI                                 | Sindaco | [ 20 ] |
| 17 novembre 1991 | 24 aprile 1995   | Franco Iperti     | DC                                  | Sindaco |        |
| 24 aprile 1995   | 14 giugno 1999   | Giancarlo Mannias | lista civica                        | Sindaco |        |
| 14 giugno 1999   | 14 giugno 2004   | Giancarlo Mannias | lista civica                        | Sindaco |        |
| 14 giugno 2004   | 8 giugno 2009    | Marco Mazzola     | lista civica                        | Sindaco |        |
| 8 giugno 2009    | 26 maggio 2014   | Marco Mazzola     | Vivi Olivetta (lista civica)        | Sindaco |        |
| 26 maggio 2014   | 26 maggio 2019   | Adriano Biancheri | Insieme per Olivetta (lista civica) | Sindaco |        |
| 27 maggio 2019   | 10 giugno 2024   | Adriano Biancheri | Insieme per Olivetta (lista civica) | Sindaco | [ 21 ] |
| 10 giugno 2024   | in carica        | Adriano Biancheri | Insieme per Olivetta (lista civica) | Sindaco | [ 22 ] |

### Altre informazioni amministrative

Posizione del comune di Olivetta San Michele nell'Unione dei comuni delle Valli Nervia e Roja e nella provincia di Imperia

Olivetta San Michele fa parte dell'Unione dei comuni delle Valli Nervia e Roja.